# Genesys 300
Genesys 300 (XPEL 375) — один из традиционных этапов IndyCar Series, проводящийся на автодроме Texas Motor Speedway, недалеко от Форт-Уэрта (штат Техас, США). Гонка обычно проводится поздно вечером в одну из суббот в первой половине июня.
В 1997—2005 и с 2010 этап являлся первой гонкой после Indianapolis 500.
Дебютировав в календаре IRL в 1997 году, этап стал первой гонкой чампкаров в штате Техас с 1979 года (тогда на этой территории был проведён один из этапов USAC National Championship Trail).
Этап считается вторым по посещаемости, популярности и престижу после Indy 500.

## Гонки чампкаров в Техасе
Впервые гонки чампкаров/индикаров в мегаполисе Даллас-Форт-Уэрт прошли на Arlington Downs Raceway (недалеко от Арлингтона). AAA санкционировала 5 гонок в период с 1947 по 1950. USAC провёл ещё десять, но уже на Texas World Speedway в Колледж-Стейшен. То соревнование прекратило своё существование с закрытием трека в 1980.
В 1997 IRL проводит свою дебютную гонку на Texas Motor Speedway. То соревнование стало первой гонкой чампкаров на суперспидвеях под искусственным освещением. Та гонка также известна проблемами с системой электронного хронометража, в результате чего победителем гонки был вначале объявлен другой пилот.
Сверхскоростной характер трассы позволяет пилотам в любой момент бороться в несколько рядов. Именно поэтому множество самых плотных финишей в истории серии состоялись именно в Форт-Уэрте. Например, победителя и второго призёра в 2008 году разделило всего 0.0479 секунды.

## Вторая гонка
В 1998—2004 годах IRL проводил осенью второе 500-километровое соревнование на треке в Форт-Уэрте. Эта гонка проходила в середине дня и являлась финальной в сезоне. Осенний этап прекратил своё существование после сезона 2004 года — ему на смену пришла вторая гонка высшего дивизиона NASCAR — NASCAR Sprint Cup Dickies 500.
В 2003 году была одержана редкая победа, где лидер получил отмашку не клетчатым, а красным флагом. Лидировавший в тот момент Жиль де Ферран одержал таким образом победу из-за того, что в серьёзную аварию угодил Кенни Брак. После реабилитации швед потом несколько раз пытался вернуться — правда безуспешно. Официальной причиной остановки той гонки стала невозможность очистить трассу от обломков до финишного флага.

## Формат гонки
При открытии трассы протяжённость овала составляла 2,4 км. Первые гонки IRL проходили на 208 кругов / 500 км.
В 2001 году трасса была перемерена и её протяжённость официально стала 2,342 км. Протяжённость гонки изменилась, сократившись до 200 кругов / 468,319 км.
Начиная с 2007 года регламент гонки пересмотрен — теперь пилоты должны проезжать 228 кругов / 550 км (при использовании старой версии длины трассы, официальной у организаторов этапа; однако статистика серии оперирует последним значением и считает длину последних гонок не как 550,4 км, а как 533,88).
С 2009 года время старта гонки сдвинуто на 21:00 местного времени — тем самым гонка полностью стала полностью проводиться при искусственном освещении, а не в сумерках, как несколько лет до этого.
В 2020 году из-за пандемии COVID-19 этап был укорочен до 300 миль и 200 кругов. Этап открывал сезон 2020 года, все сессии прошли в течение одного дня при пустых трибунах.

### Двойной этап
В 2011 году использовался экспериментальный формат двойных гонок, который использовался USAC 1970-х и в начале 1980-х годов. Этап состоял из двух гонок по 114 кругов, в каждой гонке был отдельный победитель, и за каждую гонку начислялась половина очков. Стартовая решётка на первую гонку определялась по результатам квалификации. После завершения первой гонки был перерыв, и стартовая решётка второй гонки определялась жеребьевкой. В 2012 году данный формат был отменён.
В 2021 году на Texas Motor Speedway вновь были проведены две гонки, но на этот раз они считались за два отдельных этапа с полноценными очками.

## Победители прошлых лет
| Сезон     | Дата                 | Пилот-победитель   | Круги | Шасси   | Двигатель  | Команда                        | Отчёт |
| --------- | -------------------- | ------------------ | ----- | ------- | ---------- | ------------------------------ | ----- |
| 1997      | 7 июня               | Ари Лёйендейк      | 208   | G-Force | Oldsmobile | Treadway Racing                | Отчёт |
| 1998      | 6 июня               | Билли Боат         | 208   | Dallara | Oldsmobile | A.J. Foyt Enterprises          | Отчёт |
| 1998      | 20 сентября          | Джон Пол-младший   | 208   | G-Force | Oldsmobile | Byrd/Cunningham Racing         | Отчёт |
| 1999      | 12 июня              | Скотт Гудьир       | 208   | G-Force | Oldsmobile | Panther Racing                 | Отчёт |
| 1999      | 17 октября           | Марк Дизмор        | 208   | Dallara | Oldsmobile | Kelley Racing                  | Отчёт |
| 2000      | 11 июня              | Скотт Шарп         | 208   | Dallara | Oldsmobile | Kelley Racing                  | Отчёт |
| 2000      | 15 октября           | Скотт Гудьир       | 208   | Dallara | Oldsmobile | Panther Racing                 | Отчёт |
| 2001      | 9 июня               | Скотт Шарп         | 200   | Dallara | Oldsmobile | Kelley Racing                  | Отчёт |
| 2001      | 6 октября            | Сэм Хорниш-младший | 200   | Dallara | Oldsmobile | Panther Racing                 | Отчёт |
| 2002      | 8 июня               | Джефф Уэрд         | 200   | G-Force | Chevrolet  | Chip Ganassi Racing            | Отчёт |
| 2002      | 15 сентября          | Сэм Хорниш-младший | 200   | Dallara | Chevrolet  | Panther Racing                 | Отчёт |
| 2003      | 7 июня               | Эл Анзер-младший   | 200   | Dallara | Toyota     | Kelley Racing                  | Отчёт |
| 2003      | 13 октября           | Жиль де Ферран     | 195   | Dallara | Toyota     | Team Penske                    | Отчёт |
| 2004      | 12 июня              | Тони Канаан        | 200   | Dallara | Honda      | Andretti Green Racing          | Отчёт |
| 2004      | 17 октября           | Элио Кастроневес   | 200   | Dallara | Toyota     | Team Penske                    | Отчёт |
| 2005      | 11 июня              | Томас Шектер       | 200   | Dallara | Chevrolet  | Panther Racing                 | Отчёт |
| 2006      | 10 июня              | Элио Кастроневес   | 200   | Dallara | Honda      | Team Penske                    | Отчёт |
| 2007      | 9 июня               | Сэм Хорниш-младший | 228   | Dallara | Honda      | Team Penske                    | Отчёт |
| 2008      | 7 июня               | Скотт Диксон       | 228   | Dallara | Honda      | Chip Ganassi Racing            | Отчёт |
| 2009      | 6 июня               | Элио Кастроневес   | 228   | Dallara | Honda      | Team Penske                    | Отчёт |
| 2010      | 5 июня               | Райан Бриско       | 228   | Dallara | Honda      | Team Penske                    | Отчёт |
| 2011      | 11 июня              | Дарио Франкитти    | 114   | Dallara | Honda      | Chip Ganassi Racing            | Отчёт |
| 2011      | 11 июня              | Уилл Пауэр         | 114   | Dallara | Honda      | Team Penske                    | Отчёт |
| 2012      | 9 июня               | Джастин Уилсон     | 228   | Dallara | Honda      | Dale Coyne Racing              | Отчёт |
| 2013      | 8 июня               | Элио Кастроневес   | 228   | Dallara | Chevrolet  | Team Penske                    | Отчёт |
| 2014      | 7 июня               | Эд Карпентер       | 248   | Dallara | Chevrolet  | Ed Carpenter Racing            | Отчёт |
| 2015      | 6 июня               | Скотт Диксон       | 248   | Dallara | Chevrolet  | Chip Ganassi Racing            | Отчёт |
| 2016      | 12 июня / 27 августа | Грэм Рэйхал        | 248   | Dallara | Honda      | Rahal Letterman Lanigan Racing | Отчёт |
| 2017      | 10 июня              | Уилл Пауэр         | 248   | Dallara | Chevrolet  | Team Penske                    | Отчёт |
| 2018      | 9 июня               | Скотт Диксон       | 248   | Dallara | Honda      | Chip Ganassi Racing            | Отчёт |
| 2019      | 8 июня               | Джозеф Ньюгарден   | 248   | Dallara | Chevrolet  | Team Penske                    | Отчёт |
| 2020      | 6 июня               | Скотт Диксон       | 200   | Dallara | Honda      | Chip Ganassi Racing            | Отчёт |
| 2021      | 1 мая                | Скотт Диксон       | 212   | Dallara | Honda      | Chip Ganassi Racing            | Отчёт |
| 2021      | 2 мая                | Патрисио О'Уорд    | 248   | Dallara | Chevrolet  | Arrow McLaren SP               | Отчёт |
| Источник: |                      |                    |       |         |            |                                |       |

- 1997: победителем гонки первоначально объявлен Билли Боат, однако позднее была выявлена ошибка хронометража и победа была отдана Ари Лёйендейку.
- 2000: Гонка перенесена с субботы на воскресенье из-за дождя
- 2001: Гонка перенесена с 11 на 16 сентября из-за серии терактов в стране.
- 2003: Октябрьская гонка укорочена до 195 кругов / 292.5 миль из-за серьёзной аварии с участием Кенни Брака.
- 2016: Гонка была изначально была перенесена на воскресенье из-за дождя, а затем из-за дождя была остановлена и продолжена 27 августа из-за логистических проблем.